# Viola Reggio Calabria 2006-2007
Rosa della Viola Reggio Calabria per la stagione 2006-2007 di Legadue.
Piazzamento finale:  14º posto.
Sponsor: nessuno.
| Numero | Nome                             | Nazionalità                                 | Ruolo             | Nascita |
| ------ | -------------------------------- | ------------------------------------------- | ----------------- | ------- |
| 4      | Anthony Maestranzi               | Stati Uniti (bandiera) · Italia (bandiera)  | playmaker         | 1984    |
| 6      | Ismaïla Sy                       | Francia (bandiera)                          | playmaker-guardia | 1979    |
| 7      | Giovanni Rugolo                  | Italia (bandiera)                           | guardia           | 1981    |
| 8      | Domenico De Marco                | Italia (bandiera)                           | guardia           | 1989    |
| 9      | Federico Lestini                 | Italia (bandiera)                           | ala               | 1983    |
| 19     | Dušan Mlađan (dal 07/12/2006)    | Jugoslavia (bandiera) · Svizzera (bandiera) | ala               | 1986    |
| 10     | Maurizio Ferrara                 | Italia (bandiera)                           | playmaker         | 1986    |
| 12     | Joe Bunn                         | Stati Uniti (bandiera)                      | ala-centro        | 1975    |
| 14     | Germán Sciutto (dal 07/12/2006)  | Argentina (bandiera) · Italia (bandiera)    | guardia-ala       | 1978    |
| 15     | Tony Williams                    | Stati Uniti (bandiera)                      | ala               | 1978    |
| 16     | Vladimir Yasakov                 | Russia (bandiera) · Italia (bandiera)       | guardia           | 1990    |
| 18     | Pietro Vazzana                   | Italia (bandiera)                           | guardia           | 1989    |
| 20     | Mattia Soloperto                 | Italia (bandiera)                           | centro            | 1980    |
| 11     | Jorge Racca (fino al 08/11/2006) | Argentina (bandiera) · Italia (bandiera)    | guardia-ala       | 1971    |
| All.   | Paolo Moretti                    | Italia (bandiera)                           | -                 | 1970    |